# Platylecanium mesuae
Platylecanium mesuae är en insektsart som beskrevs av Takahashi 1950. Platylecanium mesuae ingår i släktet Platylecanium och familjen skålsköldlöss. Inga underarter finns listade i Catalogue of Life.